# Burg Tanaka
Die Burg Tanaka (japanisch 田中城, Tanaka-jō) befindet sich in der Stadt Fujieda, Präfektur Shizuoka. In der Edo-Zeit residierten dort nacheinander zwölf kleinere Fudai-Daimyō.

## Burgherren in der Edo-Zeit
- Ab 1601 ein Zweig der Sakai mit einem Einkommen von 10.000 Koku.
- Ab 1633 ein Zweig der Matsudaira (Sakurai) mit 25.000 Koku.
- Ab 1635 eine Zweig der Mizuno mit 45.000 Koku.
- Ab 1642 Matsudaira (Fujii) mit 25.000 Koku.
- Ab 1644 Hōjō Ujishi mit 25.000 Koku.
- Ab 1648 Nishio mit 25.000 Koku.
- Ab 1678 ein Zweig der Sakurai mit 25.000 Koku.
- Ab 1681 die Tsuchiya mit 45.000 Koku.
- Ab 1684 ein Zeig der Ōta mit 50.000 Koku.
- Ab 1705 ein Zweig der Naitō 99 mit 50.000 Koku.
- Ab 1712 ein Zweig der Toki mit 35.000 Koku.
- Ab 1730 ein Zweig der Honda mit 40.000 Koku.

## Geschichte

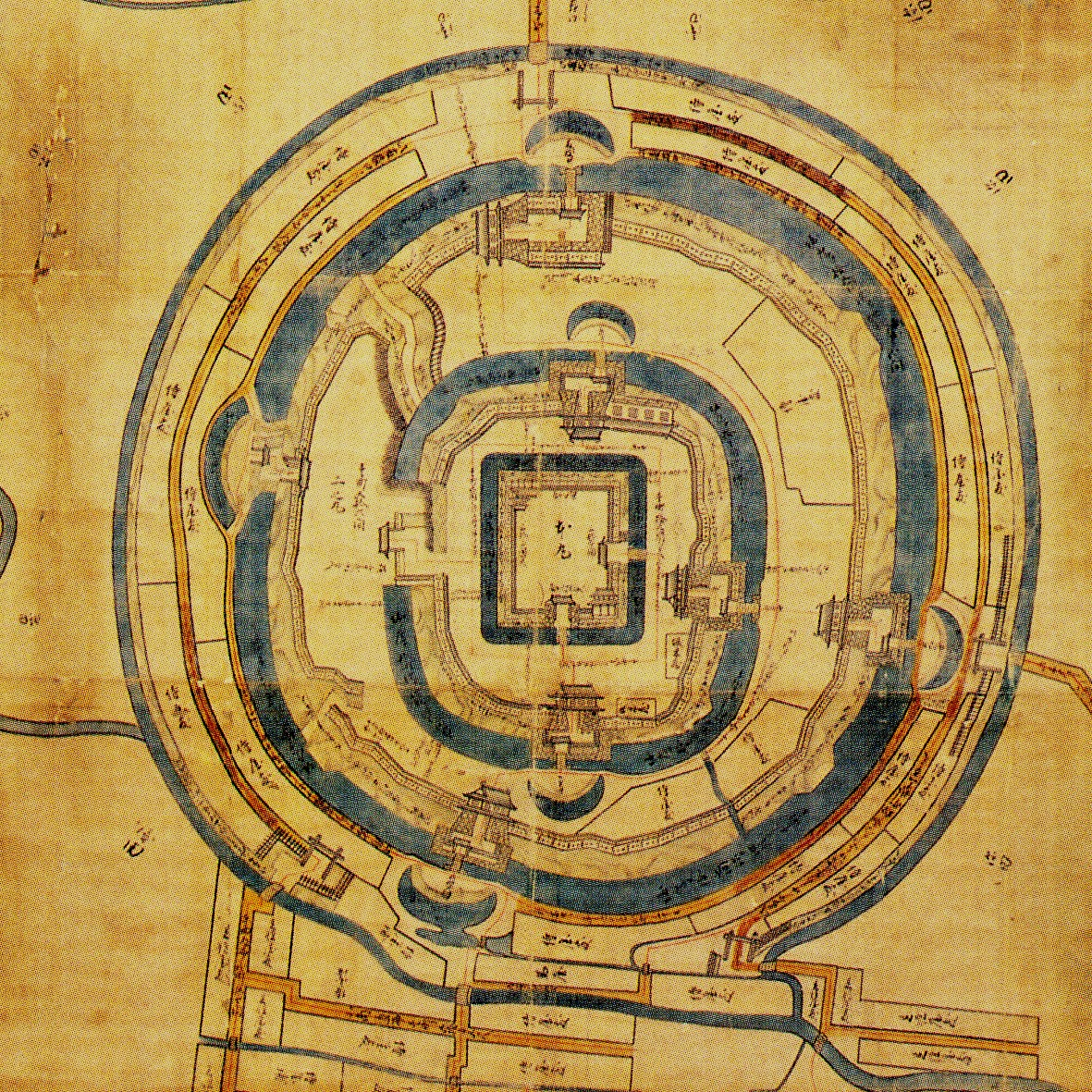
Die Burganlage vor 1868

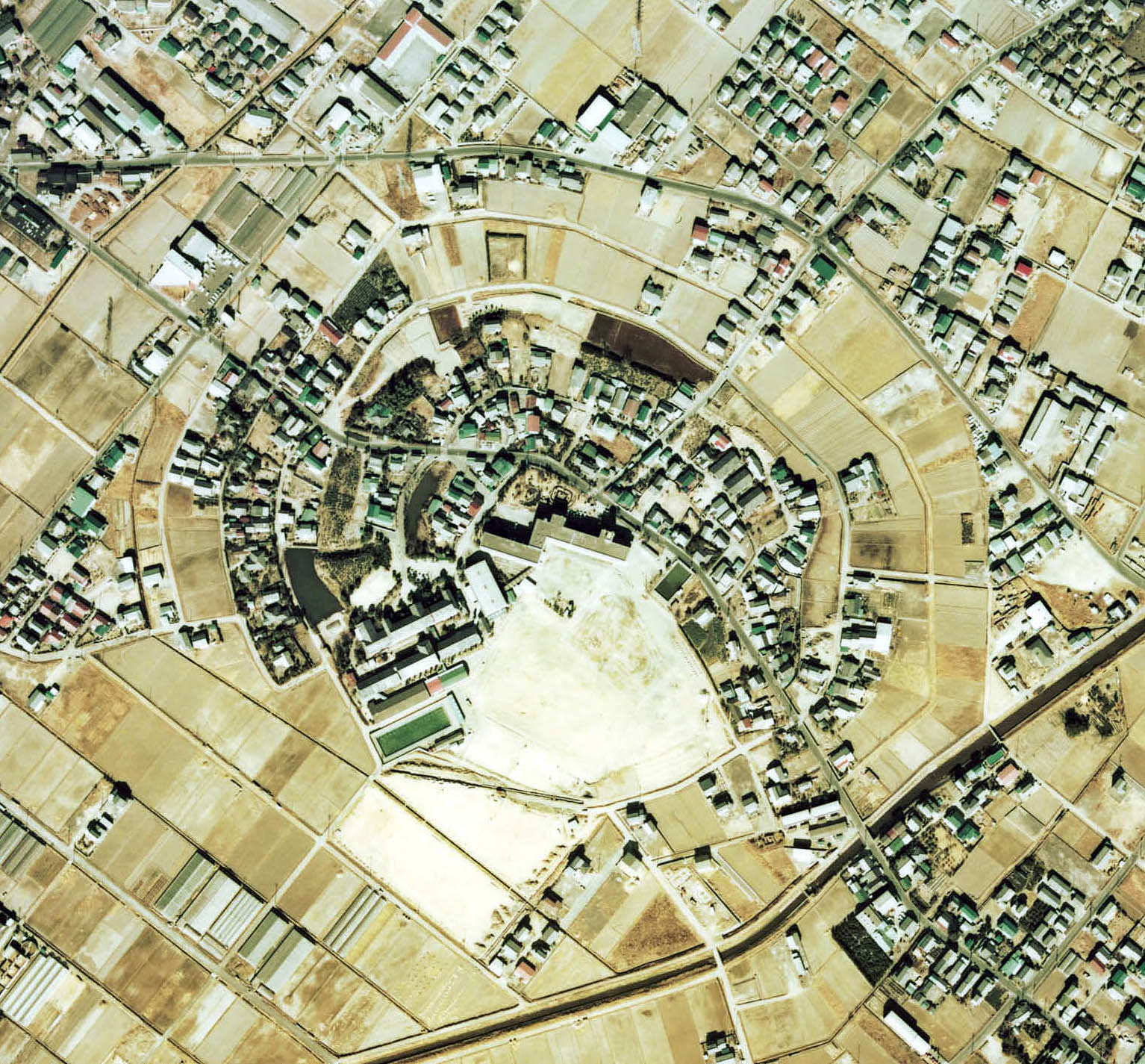
Die Burganlage 1975

Im Jahr 1570 nahm Takeda Shingen im Kampf den Imai aus der Provinz Suruga die Nebenburg Tokuishiki (徳一色城, Tokuitchiki-jō) ab. Er nannte sie in Burg Tanaka um und wies seinen Hausverwalter Baba Nobufuki (馬場 信房; 1514–1575) an, diese auszubauen. Nach dem Aussterben der Takeda kam die Burg an Tokugawa Ieyasu. Sie, die als Nebenresidenz der von Nakamura Kazuuji (中村 一氏; † 1600) geführten Burg Sumpu diente, wurde 1601 von Sakai Tadatoshi (酒井 忠利; 1559–1627) übernommen. Tadatoshi wurde bereits 1609 nach Kawagoe in der Provinz Musashi versetzt.
Als sich Ieyasu 1607 von seinen Ämtern zurückgezogen hatte und in Sumpu residierte, übernahm er ab 1609 Tanaka selbst und ließ sich dort eine Nebenresidenz errichten. Denn er war öfters dort, um der Falkenjagd nachzugehen. Es war dann auch in Tanaka, als Ieyasu 1616 nach einer Fischmahlzeit zusammenbrach und starb.
Erst 1633 wurde die Burg wieder an einen Daimyō vergeben, zunächst an Sakurai-Matsudaira Tadashige (松平 忠重; 1601–1639), der jedoch bereits nach zwei Jahren nach Kakegawa versetzt wurde. Und so ging es im Wechsel weiter, bis dann 1730 ein Zweig der Honda die Burg übernahm und dort bis 1868 residierte.

## Die Anlage
Die Burg Tanaka lag auf einem flachen Hügel und bestand aus einem quadratischen innersten Bereich, dem Hommaru, um den kreisförmig der zweite und dritte Burgbereich (Ni-no-maru und San-no-maru) angelegt war. Diese konzentrische Anlage mit ihrem Durchmesser von 600 m ist einmalig unter den japanischen Burgen. Es lässt sich nicht mehr feststellen, ob bereits Takeda Shingen die Burg so angelegt hatte, auf jeden Fall ist es eine Anlage ohne tote Winkel, die Verteidigung ist mit minimaler Besetzung möglich. Im Hommaru gab es keinen Burgturm, aber eine Residenz, sie war dem Shogun vorbehalten. Die Residenz des Burgherrn befand sich im San-no-maru.
Nach dem Abriss der Burg mit all ihren Gebäuden wurde dort die Grund- und Mittelschule Nishimashizu errichtet, nur ein ganz kleiner Teil der Gräben und der Erdwälle existiert noch. In den letzten Jahren wurden einige kleinere Gebäude als „Historische Stätte Nebenresidenz der Burg Tanaka“ (史跡田中城下屋敷, Shiseki Tanaka-jō shimo-yashiki) nachgebaut.